# Josep Grañó i Ortega
Josep Grañó Ortega (Sant Boi de Llobregat, 20 de febrer de 1956 - Hidden Peak, Pakistan, 19 d'agost de 1990) va ser un alpinista i metge català.
L'estiu de 1987 va participar com a metge en l'expedició Karakorum 87 al Broad Peak. D'aquesta experiència va escriure Expedició Karakorum : Broad Peak Central : projecte mèdic.
El 18 agost de 1990, durant l'expedició Olesa - Hidden Peak'90, Josep Grañó i l'alpinista Albert Ibáñez van perdre la vida quan tornaven al camp 3 del Hidden Peak (Himàlaia), després de renunciar a fer cim després d'haver assolit els 7.400 metres.
Al coll mirador de les Espases (Olesa de Montserrat) hi ha un monòlit en memòria de Josep Grañó i Albert Ibáñez, desapareguts a l'Himàlaia durant l'expedició Olesa - Hidden Peak'90. El monument es va inaugurar el 12 de maig de 1991.